# Col du Cruzous
Le col du Cruzous est un col pédestre de la chaîne pyrénéenne situé en France à 2 336 m d'altitude en Ariège (Occitanie).

## Géographie
Situé entre les communes de Bethmale à l'ouest et de Seix à l'est, à l'altitude de 2 336 m dans le massif du Mont-Valier, le col se trouve entre le mont Valier (2 838 m), emblématique sommet du Couserans, et le pic de Pomebrunet (2 559 m). À l'ouest, il surplombe successivement l'étang de Cruzous qui lui a donné son nom, puis au-delà, les étangs d'Arauech et de Milouga, drainés par le Muscadet, affluent en rive droite du Ribérot.

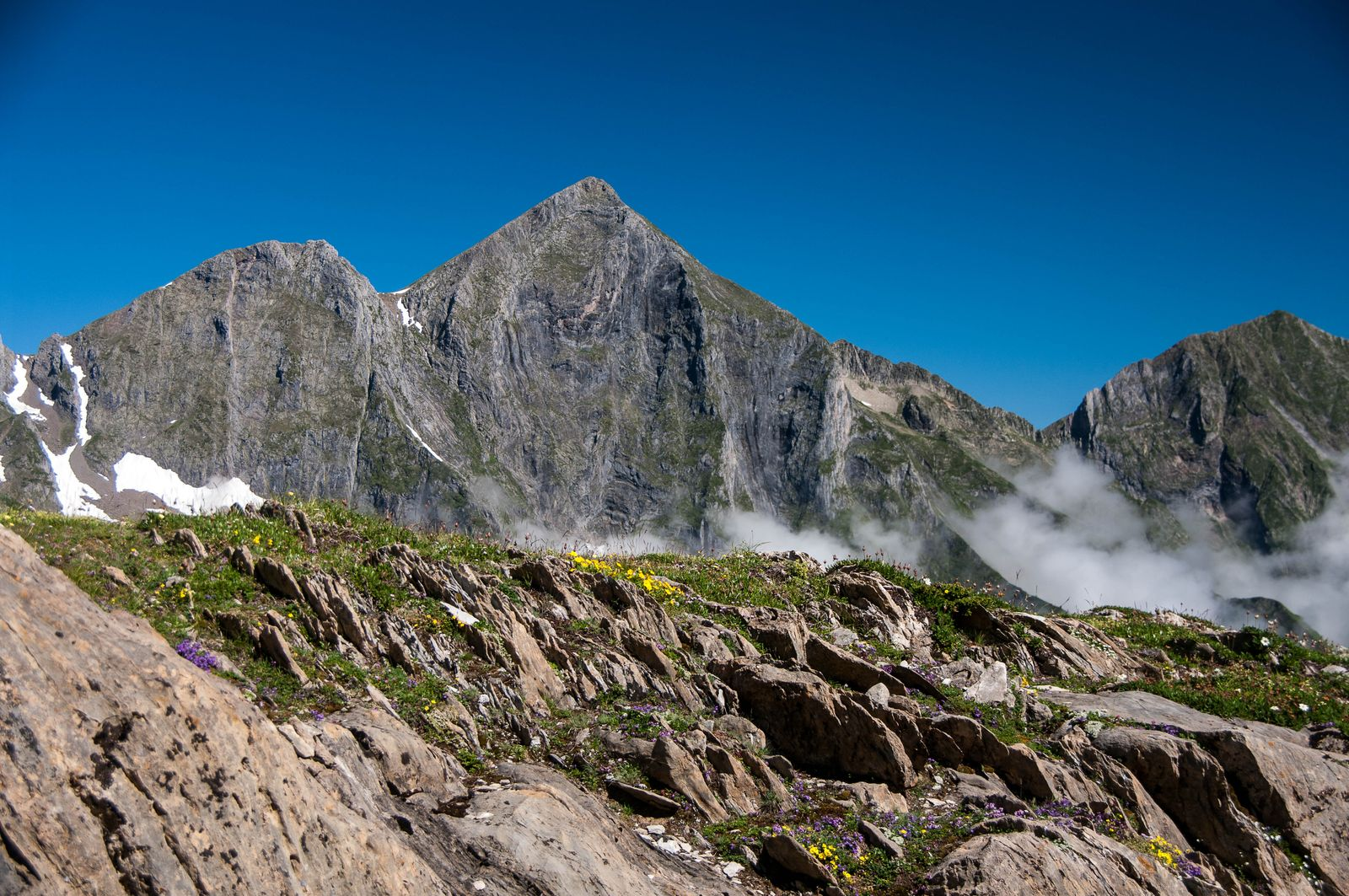
La face est du mont Valier (au centre), le col à droite, puis le pic de Pomebrunet.

## Activités

### Randonnée
S'il est un objectif de randonnée peu recherché, la succession des trois lacs d'altitude d'origine glaciaire (étang de Milouga, étang d'Arauech puis étang de Cruzous en sa direction par la vallée du Muscadet est appréciée.